# Semenovskaja
Semenovskaja (in lingua russa Семеновская) è una città situata in Russia, nell'Oblast' di Arcangelo, più precisamente nel Verchnetoemskij rajon.